# Megacormus orizaba
Espèce
Megacormus orizaba est une espèce de scorpions de la famille des Euscorpiidae.

## Distribution
Cette espèce est endémique du Mexique. Elle se rencontre au Puebla vers Tlachichuca et au Veracruz vers Calcahualco

## Description
Le mâle holotype mesure 31,92 mm et la femelle paratype 44,69 mm.

## Systématique et taxinomie
Cette espèce a été décrite par Teruel, Kovařík, Lowe et Šťáhlavský en 2023.

## Étymologie
Son nom d'espèce lui a été donné en référence au lieu de sa découverte, le pic d'Orizaba.

## Publication originale
- Teruel, Kovařík, Lowe & Šťáhlavský, 2023 : « Two new species of the remarkable scorpion genus Megacormus Karsch, 1881 (Scorpiones: Euscorpiidae). » Euscorpius, no 375, p. 1-22 (texte intégral).